# Cheryl Sutton
Cheryl Sutton, född 23 september 1946, är en brittisk bågskytt. Hon deltog vid olympiska sommarspelen 1988.